# Olympische Winterspiele 2010/Teilnehmer (Australien)
| Gelbes Symbol für Goldmedaillen mit stilisierten Olympischen Ringen | Graues Symbol für Silbermedaillen mit stilisierten Olympischen Ringen | Braundes Symbol für Bronzemedaillen mit stilisierten Olympischen Ringen |
| ------------------------------------------------------------------- | --------------------------------------------------------------------- | ----------------------------------------------------------------------- |
| 2                                                                   | 1                                                                     | —                                                                       |

Australien nahm an den Winterspielen 2010 im kanadischen Vancouver mit 42 Sportlern in elf Sportarten teil.

## Flaggenträger

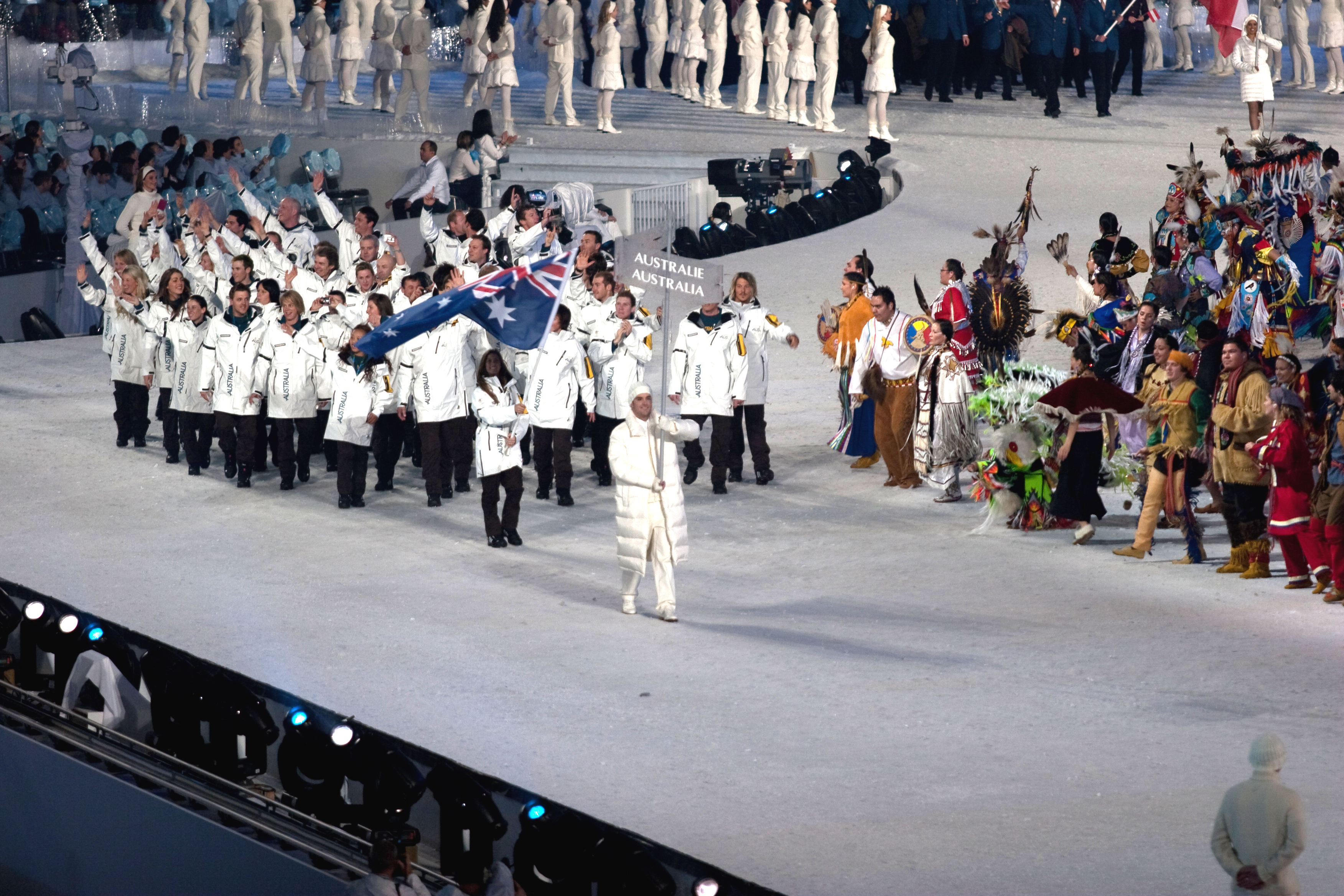
Einmarsch der australischen Delegation

Die Snowboarderin Torah Bright trug die Flagge Australiens während der Eröffnungsfeier im BC Place Stadium, die Freestyle-Skierin Lydia Lassila trug sie bei der Abschlussfeier.
Siehe auch → Liste der Flaggenträger der australischen Mannschaften bei Olympischen Spielen

## Medaillengewinner

### Gold
| Name          | Sportart         | Wettkampf |
| ------------- | ---------------- | --------- |
| Torah Bright  | Snowboard        | Halfpipe  |
| Lydia Lassila | Freestyle-Skiing | Springen  |

### Silber
| Name            | Sportart         | Wettkampf            |
| --------------- | ---------------- | -------------------- |
| Dale Begg-Smith | Freestyle-Skiing | Moguls (Buckelpiste) |

## Teilnehmer nach Sportarten

### Biathlon
Männer
- Alexei Almoukov
10 km Sprint: Platz 87, 30:57,9
20 km Verfolgung: Platz 78, 57:37,6

### Bob
Männer
- Duncan Harvey und Chris Spring bzw. Anthony Ryan im Männer-Zweierbob: Platz 22, 2:40,73 (53,14, 54,41 und 53,18)
Jeremy Rolleston und Duncan Pugh im Männer-Zweierbob: Nicht beendet

### Eiskunstlauf
Frauen
- Cheltzie Lee Einzel: Platz 20, 138,16 (52,16 und 86,00)

### Eisschnelllauf
Frauen
- Sophie Muir
1000 m: 30. Platz, 1:18,79

### Freestyle-Skiing
| Männer - Dale Begg-Smith Moguls: Silber - Ramone Cooper Moguls: 27. Platz - Scott Kneller Skicross: 7. Platz - David Morris | Frauen - Jacqui Cooper Springen: 5. Platz - Britteny Cox - Elizabeth Gardner Springen: 12. Platz - Katya Crema Skicross: 15. Platz - Lydia Lassila Springen: Gold - Bree Munro - Jenny Owens Skicross: 13. Platz |

### Rennrodeln
Frauen
- Hannah Campbell-Pegg

### Shorttrack
| Männer - Lachlan Hay | Frauen - Tatjana Borodulina 500 m: im Vorlauf ausgeschieden 1500 m: 11. Platz |

### Skeleton
| Männer - Anthony Deane - John Farrow | Frauen - Melissa Hoar - Emma Lincoln-Smith |

### Ski Alpin
Männer
- Craig Branch
Abfahrt: 34. Platz
Super-G: 29. Platz
- Jono Brauer
Abfahrt: 39. Platz
Super-G: 30. Platz

### Skilanglauf
| Männer - Paul Murray - Ben Sim - Callum Watson | Frauen - Esther Bottomley |

### Snowboard
| Männer - Damon Hayler Boardercross: 10. Platz - Scott James - Ben Mates - Alex Pullin Boardercross: 17. Platz | Frauen - Torah Bright Halfpipe: Gold - Holly Crawford Halfpipe: 8. Platz - Stephanie Hickey Boardercross: 18. Platz - Joh Shaw Parallel-Riesenslalom: 19. Platz |